# یوخم هوکسترا
یوخم هوکسترا (هلندی: Jochem Hoekstra؛ زادهٔ ۲۱ اکتبر ۱۹۹۲) دوچرخه‌سوار اهل هلند است.
از باشگاه‌هایی که در آن رکاب زده‌است می‌توان به تیم سانوب اشاره کرد.